# Benet Soriano i Murillo
Benet Soriano i Murillo (Palma, 3 d'abril de 1827-Madrid, 2 d'abril de 1891), també citat habitualment com Benito Soriano Murillo, fou un pintor mallorquí.

## Biografia

### Formació
Format a París com a deixeble de M. Dumas. Protegit del duc de San Lorenzo, aconseguí una pensió per formar-se a l'Acàdemia de San Luca de Roma. Des d'allà envià les primeres obres a les exposicions de la Reial Acadèmia de Belles Arts de San Fernando el 1849-1850.

### Activitat professional
El 1858 fou nomenat, per oposició, professor de dibuix de figura de l'Escola de Belles Arts de San Fernando, i després ocupà a la mateixa escola la càtedra d'anatomia pictòrica fins a 1864. És d'esment que la seva vida professional transcorregué de forma paral·lela a la de Federico de Madrazo, també professor a l'acadèmia, i amb el qual va mantenir una molt bona amistat.
El 1865 és nomenat sotsdirector del Museu de la Trinidad, alhora que Madrazo era nomenat director del Museu del Prado. El mateix any és comissionat a l'Exposició de Dublín. Posteriorment, ell i Madrazo foren cessats a causa de la Revolució de 1868 i, acabat el Sexenni Democràtic, el 1881 foren reposats en els càrrecs, si bé Soriano passà a ser sotsdirector del Prado, amb el qual havien fusionat la Trinidad.

### Participació a exposicions
Participà en diverses exposicions: el 1851 envià el quadre Virgili i la nimfa Amarilis a l'Exposició Universal de París de 1855; el 1856, 1858 i 1860 concorre a l'Exposició Nacional de Belles Arts amb les obres El sospir del moro, obtenint medalla de segona classe, La cita i Una nit de Posillipo, composició que fou guardonada amb medalla d'argent a l'Exposició de Baiona de 1864.

### Acadèmic de Sant Ferran
El 1880 és nomenat acadèmic de número de la Reial Acadèmia de Belles Arts de Sabnt Ferran, i prengué possessió del càrrec el 1883 amb una dissertació sobre la cultura artística i la conveniència de substituir espectacles tumultuosos i incultes amb solemnitats de les arts.

## Obra
La seva obra consta de temes mitològics, històrics i retrats. A banda de les esmentades a les exposicions, pintà també un Estudi i una Albanesa (1849), el retrat del rei visigot Viteric per a la Sèrie Cronològica dels Reis d'Espanya, un retrat del rei Francesc d'Assís d'Espanya, el Naixement de Sant Joan per a l'església de Santa Elisabet a Sant Joan de Judea, o el retrat del seu sogre Joaquín de Barroeta-Aldamar, per encàrrec de la Diputació de Biscaia. D'altra banda, va treballar en la restauració de l'església de San Jerónimo de Madrid, i el 1862 dibuixà les làmines per a una edició del Quixot publicada a Barcelona.

### Galeria
- El sospir del moro (1856)
- Retrat de Viteric (ca. 1859)
- Retrat d'Isabel II (s. XIX)

## Condecoracions
Fou nomenat cavaller de l'orde de Carles III.